# Armand-Gaston Camus
Armand-Gaston Camus (Parigi, 2 aprile 1740 – Montmorency, 2 novembre 1804) è stato un politico francese, e un avvocato di successo prima della Rivoluzione francese.
Nel 1789 fu eletto dal Terzo Stato di Parigi agli Stati Generali, e attirò l'attenzione dei più con i suoi discorsi contro le disuguaglianze sociali.

## Politica
Fu uno dei primi a compiere il giuramento della Pallacorda. Eletto presidente dell'Assemblea nazionale costituente il 28 ottobre 1789, conservò la carica fino all'11 novembre dello stesso anno.
Il 14 agosto 1789 l'Assemblea costituente lo nominò archivista alla commissione degli archivi (conservante tutti i documenti dell'assemblea costituente), coadiuvato da due commissari aggiunti. Diede origine agli Archivi nazionali, l'equivalente francese del nostro Archivio Centrale dello Stato. Conservò le funzioni d'archivista nazionale e di bibliotecario del corpo legislativo fino alla morte. Disegnò tabelle analitiche dei proces-verbaux. Scoprì il libro rosso, un registro contenente le spese a carico del tesoro reale non dichiarate ufficialmente dai re Luigi XV e Luigi XVI.
Armand-Gaston Camus si fece odiare dai suoi vecchi clienti facendo votare la Costituzione civile del clero. Fece inoltre sopprimere le imposte ricevute dallo stato pontificio sui benefici ecclesiastici, e spinse per l'annessione alla Francia del Contado Venassino. Il 30 luglio 1791 ottiene la soppressione dei titoli nobiliari.
Giocò un ruolo poco importante nel Consiglio dei Cinquecento, rifiutò il ministero delle Finanze e della Polizia. Rimase sempre un austero repubblicano, rifiutandosi di prendere parte al regime di Napoleone.

## La prigionia
Eletto alla Convenzione Nazionale dal dipartimento dell'Alta Loira, fu nominato membro del comitato di sicurezza generale, e mandato in Belgio come commissario per la sorveglianza del generale Charles François Dumouriez.
Consegnato agli Austriaci il 3 aprile 1793 insieme ai suoi colleghi, fu trasferito a Mons, dov'era il quartier generale del principe di Coburgo. Furono avvisati dal barone di Mack di essere trattenuti in ostaggio per uno scambio con Maria Antonietta d'Asburgo-Lorena e suo figlio.
Detenuti in seguito a Maastricht, Coblenza ed Olomouc, furono scambiati a Basilea il 4 nevoso dell'anno 4 (il 25 dicembre 1795) con la figlia di Luigi XVI, rientrando in Francia dopo 33 mesi di prigionia.

## Opere
- Lettres sur la Profession d'avocat (Lettere sulla professione d'avvocato), 1772, che completò nel 1777 attraverso la sua Biblioteca di diritto, e che fu ripresa da André Dupin sotto il titolo di Manuel de l'avocat (Manuale dell'avvocato) nel 1832, e molti scritti d'argomento ecclesiastico e giuridico come il suo Code matrimonial (codice sul matrimonio) del 1770;
- traduzioni della Storia degli animali d'Aristotele, Parigi, 1783 (prima volta in francese);
- il Manuale d'Epitteto;
- le Tavola di Cebe discepolo di Socrate, 1796 (quest'ultima opera fu compiuta durante la cattività nelle prigioni austriache).
- (FR) Mémorie sur l'histoire et les procédés du polytypage et la stéréotypie (PDF), in Mémoires de l'insitut national des sciences et arts : littérature et beaux arts, vol. 3, Paris, Baudouin, Prairial an. IX = 1801,  pp. 433-527.